# Mosjtsjnyj

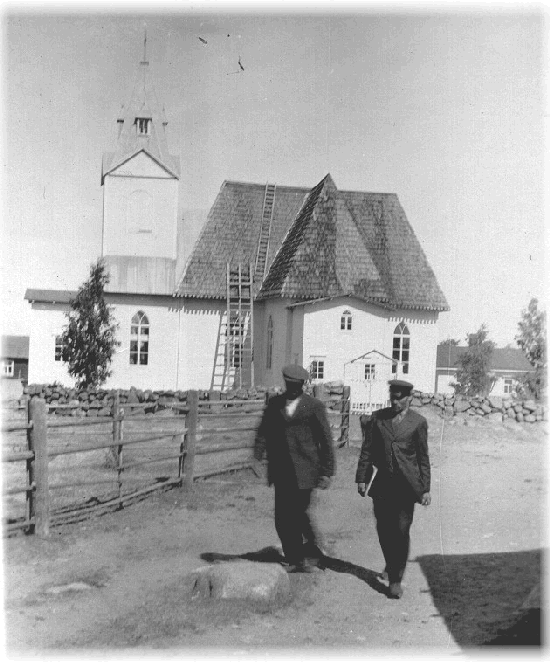
Kerk uit 1783, vernietigd in 1944 door de Sovjet-Unie

Mosjtsjnyj (Russisch: Мощный, Fins: Lavansaari, Zweeds: Lövskär) is een Russisch eiland in de Finse Golf en ligt ten oosten van het eiland Hogland en ten westen van Seskar.
Op 8 km ten oosten van het eiland ligt het kleine eilandje Peninsaari.
In 1939 woonden er 1 089 mensen en was het onder Fins bestuur. In de Tweede Wereldoorlog werd het veroverd door de Sovjet-Unie.